# Археологічні пам'ятки Житомирської області
Перелік археологічних пам'яток Житомирської області станом на травень 2010 року.
| № п/п                      | Охоронний номер | Місцезнаходження пам'ятника, його адреса                                                             | Найменування пам'ятника                               | Датування                                   | Дата і № рішення облвиконкому (адміністрації), постанови Кабінету Міністрів України про взяття пам'ятника під охорону | На чиєму утриманні знаходиться     |
| -------------------------- | --------------- | --- | ----------------------------------------------------- | ------------------------------------------- | --- | ---------------------------------- |
| Володимир-Волинський район |                 | |                                                       |                                             | |                                    |
|                            |                 | |                                                       |                                             | |                                    |
| 1.                         | 32              | с. Зимне                                                                                             | Городище                                              | VI-VII ст.                                  | постанова КМУ № 1761від 27.12.01р.                                                                                    | Виконкому Зимнівської с/р          |
| 2.                         | 33              | с. Зимне                                                                                             | Курган                                                | ХІІІ ст.                                    | 360-р від. 04.08.69р.                                                                                                 | Виконкому Зимнівської с/р          |
| 3.                         | 814             | с. Зимне                                                                                             | Комплекс печей для обпалювання цегли                  | XIV-XV ст.                                  | 103-р від 25.04.88р.                                                                                                  | Виконкому Зимнівської с/р          |
| 4.                         | 444             | м. Устилуг                                                                                           | Городище                                              | ІХ-ХІІст.                                   | 457-р від 16.10.78р.                                                                                                  | Виконкому Устилузької м/р          |
| Горохівський район         |                 | |                                                       |                                             | |                                    |
|                            |                 | |                                                       |                                             | |                                    |
| 1.                         | 51              | м. Берестечко                                                                                        | Курган «Маруха»                                       | ІХ-ХІ ст.                                   | 360-р від 04.08.69р.                                                                                                  | Виконкому Берестечківської м/р     |
| 2.                         | 50              | м. Берестечко                                                                                        | Курган «Свята Текля»                                  | 1658                                        | 360-р від 04.08.69р.                                                                                                  | Виконкому Берестечківської м/р     |
| 3.                         | 52              | с. Борисковичі                                                                                       | Городище                                              | ХІ-ХІІІ ст.                                 | 360-р від 04.08.69р.                                                                                                  | Виконкому Бранівської с/р          |
| 4.                         | 993             | с. Борисковичі, на північній околиці села, за 1,5 км на північний. схід від церкви                   | Поселення (ІІ)                                        | багатошарове                                | 415-р від 22.06.99р.                                                                                                  | Виконкому Бранівської с/р          |
| 5.                         | 989             | с. Борочиче, на східній околиці села                                                                 | Поселення (І)                                         | багатошарове                                | 415-р від 22.06.99р.                                                                                                  | Виконкому Цегівської с/р           |
| 6.                         | 990             | с. Борочиче, урочище «Свята гора», на східній околиці села                                           | Поселення (ІІ)                                        | багатошарове                                | 415-р від 22.06.99р.                                                                                                  | Виконкому Цегівської с/р           |
| 7.                         | 991             | с. Борочиче, за 0,7 км на південний захід від церкви                                                 | Поселення (ІІІ)                                       | багатошарове                                | 415-р від 22.06.99р.                                                                                                  | Виконкому Цегівської с/р           |
| 8.                         | 992             | с. Борочиче, на південно-західній околиці села, за 1,5 км на південний схід від попередньої пам'ятки | Поселення (V)                                         | багатошарове                                | 415-р від 22.06.99р.                                                                                                  | Виконкому Цегівської с/р           |
| 9.                         | 819             | с. Ватин                                                                                             | Курган                                                | невизначеного часу                          | 88-р від 09.04.90р.                                                                                                   | Виконкому Скірченської с/р         |
| 10.                        | 999             | с. Волиця Дружкопільська, на східній околиці села                                                    | Поселення (І)                                         | багатошарове                                | 415-р від 22.06.99р.                                                                                                  | Виконкому Журавниківської с/р      |
| 11.                        | 986             | с. Галичани, на березі р. Липа, за 0,2 км на північний схід від зерносховища                         | Поселення (І)                                         | багатошарове                                | 415-р від 22.06.99р.                                                                                                  | Виконкому Галичанської с/р         |
| 12.                        | 987             | с. Галичани, на березі р. Липа, за 0,6 км на північ від кладовища                                    | Поселення (ІІ)                                        | багатошарове                                | 415-р від 22.06.99р.                                                                                                  | Виконкому Галичанської с/р         |
| 13.                        | 988             | с. Галичани, урочище «Галичанський ліс», за 1 км на північний захід від залізничної платформи        | Курган                                                | невизначеного часу                          | 415-р від 22.06.99р.                                                                                                  | Виконкому Галичанської с/р         |
| 14.                        | 995             | с. Горішнє, на березі р. Липа, за 1,5 км на захід від церкви                                         | Поселення (ІІ)                                        | багатошарове                                | 415-р від 22.06.99р.                                                                                                  | Виконкому Лобачівської с/р         |
| 15.                        | 998             | с. Довгів, урочище «Чижова гора», за 0,3 км на південь від церкви                                    | Городище (І)                                          | середньовіччя                               | 415-р від 22.06.99р.                                                                                                  | Виконкому Бранівської с/р          |
| 16.                        | 1000            | с. Журавники, за 0,1 км на захід від церкви                                                          | Городище (І)                                          | середньовіччя                               | постанова КМУ № 1761від 27.12.01р.                                                                                    | Виконкому Журавниківської с/р      |
| 17.                        | 965             | с. Звиняче, за 0,4 км на північний схід від залізничного переїзду                                    | Городище (І)                                          | пізнє середньовіччя                         | 415-р від 22.06.99р.                                                                                                  | Виконкому Звиняченської с/р        |
| 18.                        | 966             | с. Звиняче, за 1 км на північний схід від залізничного переїзду                                      | Городище (ІІ)                                         | пізнє середньовіччя                         | 415-р від 22.06.99р.                                                                                                  | Виконкому Звиняченської с/р        |
| 19.                        | 967             | с. Звиняче, урочище «Застав'я», за 0,25 км на північ від колгоспного двору                           | Поселення (ІІІ)                                       | багатошарове                                | 415-р від 22.06.99р.                                                                                                  | Виконкому Звиняченської с/р        |
| 20.                        | 968             | с. Звиняче, на березі р. Утятин, за 1 км на південь від колгоспного двору                            | Поселення (IV)                                        | багатошарове                                | 415-р від 22.06.99р.                                                                                                  | Виконкому Звиняченської с/р        |
| 21.                        | 969             | с. Звиняче, на березі р. Утятин, за 0,5 км північний захід від залізничної станції                   | Поселення (V)                                         | багатошарове                                | 415-р від 22.06.99р.                                                                                                  | Виконкому Звиняченської с/р        |
| 22.                        | 720             | с. Іванівка, урочище «Гірка», за 0,5 км на північний захід від водонапірної башти                    | Городище (І)                                          | середньовіччя                               | 415-р від 22.06.99р.                                                                                                  | Виконкому Лобачівської с/р         |
| 23.                        | 744             | с. Іванівка, на північно-західній околиці села                                                       | Поселення (ІІ)                                        | багатошарове                                | 415-р від 22.06.99р.                                                                                                  | Виконкому Лобачівської с/р         |
| 24.                        | 746             | с. Іванівка, на східній околиці села, за 0,4 км на північний схід від водонапірної башти             | Поселення (IV)                                        | багатошарове                                | 415-р від 22.06.99р.                                                                                                  | Виконкому Лобачівської с/р         |
| 25.                        | 768             | с. Іванівка, за 0,4 км на південний схід від мосту дороги Іванівка — Горішнє                         | Поселення (V)                                         | багатошарове                                | 415-р від 22.06.99р.                                                                                                  | Виконкому Лобачівської с/р         |
| 26.                        | 769             | с. Іванівка, за 0,5 км на захід від дороги Іванівка — Горішнє                                        | Поселення (VI)                                        | багатошарове                                | 415-р від 22.06.99р.                                                                                                  | Виконкому Лобачівської с/р         |
| 27.                        | 784             | с. Іванівка, за 1 км на південний схід від водонапірної башти                                        | Поселення (VII)                                       | епоха бронзи                                | 415-р від 22.06.99р.                                                                                                  | Виконкому Лобачівської с/р         |
| 28.                        | 957             | с. Колмів, урочище «Замчисько», за 0,5 км на північ від церкви                                       | Городище (І)                                          | середньовіччя                               | 415-р від 22.06.99р.                                                                                                  | Виконкому Лобачівської с/р         |
| 29.                        | 958             | с. Колмів, за 0,4 км на північ від церкви                                                            | Поселення (ІІІ)                                       | багатошарове                                | 415-р від 22.06.99р.                                                                                                  | Виконкому Лобачівської с/р         |
| 30.                        | 959             | с. Колмів, за 1,25 км на захід від церкви                                                            | Поселення (IV)                                        | багатошарове                                | 415-р від 22.06.99р.                                                                                                  | Виконкому Лобачівської с/р         |
| 31.                        | 960             | с. Колмів, за 1 км на північний схід від повороту на Колмів від дороги Горохів — Берестечко          | Поселення (V)                                         | багатошарове                                | 415-р від 22.06.99р.                                                                                                  | Виконкому Лобачівської с/р         |
| 32.                        | 961             | с. Колмів, за 1 км на схід від церкви                                                                | Поселення (VI)                                        | багатошарове                                | 415-р від 22.06.99р.                                                                                                  | Виконкому Лобачівської с/р         |
| 33.                        | 964             | с. Красів, на березі р. Утятин, на західній околиці села                                             | Поселення (VII)                                       | багатошарове                                | 415-р від 22.06.99р.                                                                                                  | Виконкому Звиняченської с/р        |
| 34.                        | 996             | с. Кумовище, на березі р. Липа, на західній околиці села                                             | Поселення (ІІІ)                                       | багатошарове                                | 415-р від 22.06.99р.                                                                                                  | Виконкому Звиняченської с/р        |
| 35.                        | 984             | с. Марковичі, урочище «Замогилля», південно-західна околиця села                                     | Курган (І)                                            | невизначеного часу                          | 415-р від 22.06.99р.                                                                                                  | Виконкому Скобелківської с/р       |
| 36.                        | 985             | с. Марковичі, урочище «Безодня», північно-західна околиця села                                       | Поселення (ІІ)                                        | багатошарове                                | 415-р від 22.06.99р.                                                                                                  | Виконкому Скобелківської с/р       |
| 37.                        | 983             | с. Мирків, на березі р. Млинівка, за 1,5 км на захід від церкви                                      | Поселення (IV)                                        | багатошарове                                | 415-р від 22.06.99р.                                                                                                  | Виконкому Мирківської с/р          |
| 38.                        | 997             | с. Мислині, за 2 км на північний захід від церкви                                                    | Курган (І)                                            | невизначеного часу                          | 415-р від 22.06.99р.                                                                                                  | Виконкому Новосілківської с/р      |
| 39.                        | 994             | с. Новостав, на західній околиці села, за 1,5 км на захід від церкви                                 | Поселення (І)                                         | багатошарове                                | 415-р від 22.06.99р.                                                                                                  | Виконкому Смолявської с/р          |
| 40.                        | 970             | с. Ощів, на березі р. Утятин, за 1 км на південний схід від церкви                                   | Поселення (І)                                         | епоха бронзи                                | 415-р від 22.06.99р.                                                                                                  | Виконкому Вільхівської с/р         |
| 41.                        | 971             | с. Ощів, на березі р. Утятин, за 0,8 км на південь від церкви                                        | Поселення (ІІ)                                        | багатошарове                                | 415-р від 22.06.99р.                                                                                                  | Виконкому Вільхівської с/р         |
| 42.                        | 972             | с. Ощів, на березі р. Утятин, на південно-західній околиці                                           | Поселення (ІІІ)                                       | багатошарове                                | 415-р від 22.06.99р                                                                                                   | Виконкому Вільхівської с/р         |
| 43.                        | 973             | с. Ощів, за 0,8 км на захід від церкви                                                               | Поселення (V)                                         | багатошарове                                | 415-р від 22.06.99р.                                                                                                  | Виконкому Вільхівської с/р         |
| 44.                        | 974             | с. Ощів, урочище «До Фоїни»                                                                          | Городище (VIII)                                       | невизначений час                            | 415-р від 22.06.99р.                                                                                                  | Виконкому Вільхівської с/р         |
| 45.                        | 53              | с. Перемиль                                                                                          | Городище «Замчище»                                    | ХІ-ХІІІ ст.                                 | постанова КМУ № 1761від 27.12.01р.                                                                                    | Виконкому Перемильської с/р        |
| 46.                        | 981             | с. Пірванче                                                                                          | Поселення (ІІІ)                                       | багатошарове                                | 415-р від 22.06.99р.                                                                                                  | Виконкому Мирківської с/р          |
| 47.                        | 982             | с. Пірванче                                                                                          | Поселення (VI)                                        | багатошарове                                | 415-р від 22.06.99р.                                                                                                  | Виконкому Мирківської с/р          |
| 48.                        | 978             | с. Скобелка, урочище «Вербовець», на полі між с. Скобелка і с. Озерці                                | Курганна група                                        | багатошарова                                | 415-р від 22.06.99р.                                                                                                  | Виконкому Скобелківської с/р       |
| 49.                        | 979             | с. Скобелка, на березі р. Млинівка, на східній околиці села                                          | Майстерня (IV)                                        | епоха бронзи                                | 415-р від 22.06.99р.                                                                                                  | Виконкому Скобелківської с/р       |
| 50.                        | 980             | с. Скобелка, за 0,15 км на південний схід від попередньої пам'ятки                                   | Поселення (V)                                         | епоха бронзи                                | 415-р від 22.06.99р.                                                                                                  | Виконкому Скобелківської с/р       |
| 51.                        | 975             | с. Терешківці, за 0,9 км на південний схід від села                                                  | Поселення (І)                                         | епоха бронзи                                | 415-р від 22.06.99р.                                                                                                  | Виконкому Вільхівської с/р         |
| 52.                        | 962             | с. Хмельницьке, на території сільського кладовища                                                    | Курган (І)                                            | невизначеного часу                          | 415-р від 22.06.99р.                                                                                                  | Виконкому Галичанської с/р         |
| 53.                        | 963             | с. Хмельницьке, на південний захід від повороту на Колмів з дороги Горохів — Берестечко              | Поселення (ІІ)                                        | багатошарове                                | 415-р від 22.06.99р.                                                                                                  | Виконкому Галичанської с/р         |
| 54.                        | 976             | с. Холонів, урочище «Галичанський ліс», за 1 км на південний захід від церкви                        | Поселення (І)                                         | багатошарове                                | 415-р від 22.06.99р.                                                                                                  | Виконкому Холонівської с/р         |
| 55.                        | 977             | с. Холонів, на березі р. Млинівка, за 0,5 км від попередньої пам'ятки                                | Поселення (ІІ)                                        | багатошарове                                | 415-р від 22.06.99р.                                                                                                  | Виконкому Холонівської с/р         |
| Іваничівський район        |                 | |                                                       |                                             | |                                    |
| 1.                         |                 | с. Заставне                                                                                          | Городище                                              | ХІ-ХІІІст.                                  | постанова КМУ № 1761від 27.12.01р.                                                                                    | Виконкому Заболотцівської с/р      |
| 2.                         | 84              | с. Лежниця                                                                                           | Городище                                              | ХІ-ХІІІст.                                  | постанова КМУ № 1761від 27.12.01р.                                                                                    | Виконкому Поромівської с/р         |
| 3.                         | 86              | с. Литовеж                                                                                           | Городище «Замок»                                      | ХІ-ХІІІст.                                  | 360-р від 04.08.69 р.                                                                                                 | Виконкому Литовезької с/р          |
| 4.                         | 85              | с. Литовеж                                                                                           | Городище «Гірка»                                      | ХІ-ХІІІст.                                  | 360-р від 04.08.69 р.                                                                                                 | Виконкому Литовезької с/р          |
| 5.                         | 1001            | с. Милятин, за 0,2 км на північний захід від колгоспного саду                                        | Поселення (ІІ)                                        | багатошарове                                | 415-р від 22.06.99р.                                                                                                  | Виконкому Милятинської с/р         |
| 6.                         | 1002            | с. Милятин, за 0,1 км на південь від попередньої пам'ятки                                            | Поселення (ІІІ)                                       | багатошарове                                | 415-р від 22.06.99р.                                                                                                  | Виконкому Милятинської с/р         |
| 7.                         | 1003            | с. Милятин, за 0,35 км на південь від східної околиці села                                           | Поселення (V)                                         | багатошарове                                | 415-р від 22.06.99 р.                                                                                                 | Виконкому Милятинської с/р         |
| 8.                         | 1004            | с. Милятин, за 0,3 км на південь від церкви                                                          | Поселення (VIII)                                      | багатошарове                                | 415-р від 22.06.99р.                                                                                                  | Виконкому Милятинської с/р         |
| Камінь-Каширський район    |                 | |                                                       |                                             | |                                    |
| 1.                         | 821.            | м. Камінь-Каширський                                                                                 | Городище                                              | ХІІ-ХІІІст.                                 | 360-р від 04.08.69р.                                                                                                  | Виконкому Камінь-Каширської м/р    |
| 2.                         | 822             | м. Камінь-Каширський                                                                                 | Городище                                              | невизначеного часу                          | 360-р від 04.08.69р.                                                                                                  | Виконкому Камінь-Каширської м/р    |
| 3.                         | 1012            | с. Боровне, південно-східна частина села                                                             | Поселення (ІІ)                                        | багатошарове                                | 415-р від 22.06.99р.                                                                                                  | Виконкому Боровненської с/р        |
| 4.                         | 1006            | с. Великий Обзир, південна околиця села                                                              | Поселення (ІІІ)                                       | багатошарове                                | 415-р від 22.06.99р.                                                                                                  | Виконкому Великообзирської с/р     |
| 5.                         | 1007            | с. Великий Обзир, східна околиця села                                                                | Поселення (IV)                                        | середньовіччя                               | 415-р від 22.06.99р.                                                                                                  | Виконкому Великообзирської с/р     |
| 6.                         | 1008            | с. Великий Обзир, на схід від центру села                                                            | Поселення (V)                                         | середньовіччя                               | 415-р від 22.06.99р.                                                                                                  | Виконкому Великообзирської с/р     |
| 7.                         | 1009            | с. Великий Обзир, на березі р. Стохід, у східній частині села                                        | Поселення (VI)                                        | багатошарове                                | 415-р від 22.06.99р.                                                                                                  | Виконкому Великообзирської с/р     |
| 8.                         | 1010            | с. Великий Обзир, на північно-східній. околиці села                                                  | Поселення (VIII)                                      | багатошарове                                | 415-р від 22.06.99р.                                                                                                  | Виконкому Великообзирської с/р     |
| 9.                         | 1011            | с. Великий Обзир, за 3,3 км на північний схід від села                                               | Курганна група                                        | невизначеного часу                          | 415-р від 22.06.99р.                                                                                                  | Виконкому Великообзирської с/р     |
| 10.                        | 1013            | с. Великий Обзир, на східній околиці села                                                            | Поселення (VII)                                       | багатошарове                                | 415-р від 22.06.99р.                                                                                                  | Виконкому Великообзирської с/р     |
| 11.                        | 1005            | с. Стобихва, за 0,2 км на північний схід від села                                                    | Поселення (І)                                         | середньовіччя                               | 415-р від 22.06.99р.                                                                                                  | Виконкому Великообзирської с/р     |
| Ківерцівський район        |                 | |                                                       |                                             | |                                    |
|                            |                 | |                                                       |                                             | |                                    |
| 1.                         | 1021            | с. Веснянка, за 0,4 км на пн.-сх. від сх. околиці села                                               | Поселення (І)                                         | ранній залізний вік                         | 415-р від 22.06.99р.                                                                                                  | Виконкому Звірівської с/р          |
| 2.                         | 133             | с. Городище                                                                                          | Городище                                              | ХІ-ХІІІ ст.                                 | 360-р від 08.04.69р.                                                                                                  | Виконкому Сильненської с/р         |
| 3.                         | 823             | с. Звірів (залізнична станція Арматнів)                                                              | Городище                                              | ХІ-ХІІІ ст.                                 | 103-р від 25.04.88р.                                                                                                  | Виконкому Звірівської с/р          |
| 4.                         | 1019            | с. Звірів, хутір Арматнів, за 0,2 км на південний захід від городища                                 | Поселення (ІІ)                                        | ХІ-ХІІІ ст.                                 | 415-р від 22.06.99р.                                                                                                  | Виконкому Звірівської с/р          |
| 5.                         | 1023            | с. Конопелька, у межах села, на лівому березі р. Конопелька                                          | Поселення (ІІ)                                        | багатошарове                                | 415-р від 22.06.99р.                                                                                                  | Виконкому Сокиричівської с/р       |
| 6.                         | 433             | с. Одеради                                                                                           | Городище                                              | ХІ-ХІІІ ст.                                 | 360-р від 04.08.69р.                                                                                                  | Виконкому Покащівської с/р         |
| 7.                         | 1020            | с. Олександрія, за 2 км на захід від південної околиці села                                          | Поселення (ІІ)                                        | багатошарове                                | 415-р від 22.06.99р.                                                                                                  | Виконкому Звірівської с/р          |
| 8.                         | 1016            | с. Пальче, за 0,4 км на захід від південної околиці села                                             | Поселення (ІІІ)                                       | ранній залізний вік                         | 415-р від 22.06.99р.                                                                                                  | Виконкому Хорлупівської с/р        |
| 9.                         | 1017            | с. Пальче, за 0,2 км від мосту через р. Конопельку                                                   | Поселення (V)                                         | багатошарове                                | 415-р від 22.06.99р.                                                                                                  | Виконкому Хорлупівської с/р        |
| 10.                        | 1015            | с. Пальче, за 0,7 км на південь від мосту через р. Конопельку                                        | Поселення (І)                                         | ранній залізний вік                         | 415-р від 22.06.99р.                                                                                                  | Виконкому Хорлупівської с/р        |
| 11.                        | 1018            | с. Пальче, на березі р. Конопельки, за 0,6 км на північ від попередньої пам'ятки                     | Поселення (VII)                                       | багатошарове                                | 415-р від 22.06.99р.                                                                                                  | Виконкому Хорлупівської с/р        |
| 12.                        | 1014            | с. Хорлупи, за 1,7 км на північ від сільського кладовища                                             | Поселення (І)                                         | багатошарове                                | 415-р від 22.06.99р.                                                                                                  | Виконкому Хорлупівської с/р        |
| 13.                        | 824             | с. Човниця                                                                                           | Городище                                              | ХІ ст.                                      | 88-р від 09.04.90р.                                                                                                   | Виконкому Озерської с/р            |
| 14.                        | 1022            | с. Човниця, за 0,2 км на зх. від села                                                                | Поселення (ІІІ)                                       | багатошарове                                | 415-р від 22.06.99р.                                                                                                  | Виконкому Озерської с/р            |
| Ковельський район          |                 | |                                                       |                                             | |                                    |
| 1.                         | 899             | с. Кривлин                                                                                           | Городище                                              | XIV-XVII ст.                                | 265-р від 24.12.91р.                                                                                                  | Виконкому Мельницької с/р          |
| 2.                         | 435             | с. Мельниця                                                                                          | Городище                                              | Х-ХІІІ ст.                                  | 360-р від 04.08.69р.                                                                                                  | Виконкому Мельницької с/р          |
| 3.                         | 900             | с. Нові Кошари                                                                                       | Городище                                              | ХІІ-XIV ст.                                 | 265-р від 24.12.91р.                                                                                                  | Виконкому Ста-рокошарівської с/р   |
| 4.                         | 901             | с. Радошин                                                                                           | Курган                                                | Х-ХІІІ ст.                                  | 265-р від 24.12.91р.                                                                                                  | Виконкому Радошинської с/р         |
| Локачинський район         |                 | |                                                       |                                             | |                                    |
| 1.                         | 829             | смт. Локачі                                                                                          | Городище (дитинець і окольне місто)                   | ХІ- ХІІ ст.                                 | постанова КМУ № 1761від 27.12.01р.                                                                                    | Виконкому Локачинської сел/р       |
| 2.                         | 149             | с. Затурці                                                                                           | Городище                                              | ХІ-ХІІІст.                                  | постанова КМУ № 1761від 27.12.01р.                                                                                    | Виконкому Затурцівської с/р        |
| 3.                         | 834             | с. Привітне                                                                                          | Курган                                                | невизначеного часу                          | 88-р від 09.04.90р.                                                                                                   | Виконкому Привітненської с/р       |
| Луцький район              |                 | |                                                       |                                             | |                                    |
|                            |                 | |                                                       |                                             | |                                    |
| 1.                         | 431             | с. Білосток                                                                                          | Городище                                              | ХІ-ХІІІст.                                  | 360-р від 04.08.69р.                                                                                                  | Виконкому Садівської с/р           |
| 2.                         | 158             | с. Горзвин                                                                                           | Городище                                              | ХІ-ХІІІст.                                  | постанова КМУ № 1761від 27.12.01р.                                                                                    | Виконкому Садівської с/р           |
| 3.                         | 853             | с. Городище                                                                                          | Городище                                              | ХІ-ХІІІст.                                  | 88-р від 09.04.90р.                                                                                                   | Виконкому Чаруківської с/р         |
| 4.                         | 432             | с. Коршів                                                                                            | Городище                                              | ХІ-ХІІІст.                                  | постанова КМУ № 1761від 27.12.01р.                                                                                    | Виконкому Одерадівської с/р        |
| 5.                         | 159             | смт. Торчин                                                                                          | Городище                                              | ХІ-ХІІІст.                                  | 360-р від 04.08.69р.                                                                                                  | Виконкому Торчинської сел../р      |
| 6.                         | 160             | с. Усичі                                                                                             | Городище                                              | ХІ-ХІІІст.                                  | постанова КМУ № 1761від 27.12.01р.                                                                                    | Виконкому Буянівської с/р          |
| 7.                         | 430             | с. Шепель                                                                                            | Городище                                              |                                             | постанова КМУ № 1761від 27.12.01р.                                                                                    | Виконкому Шепельської с/р          |
| Любешівський район         |                 | |                                                       |                                             | |                                    |
| 1.                         | 170             | с. Ветли                                                                                             | Городище                                              | ХІ-ХІІІст.                                  | постанова КМУ № 1761від 27.12.01р.                                                                                    | Виконкому Ветлівської с/р          |
| 2.                         | 171             | с. Люб'язь                                                                                           | Поселення кам'яного віку                              | XII-VIII тис. до н. е. — V—IV тис. до н. е. | 360-р від 04.08.69р.                                                                                                  | Виконкому Люб'язької с/р           |
| Любомльський район         |                 | |                                                       |                                             | |                                    |
| 1.                         | 183             | м. Любомль                                                                                           | Городище «Замчище»                                    | ХІ-ХІІст.                                   | 360-р від 04.08.69р.                                                                                                  | Виконкому Любомльської м/р         |
| 2.                         | 799             | м. Любомль                                                                                           | Городище                                              | Х ст.                                       | 103-р від 25.04.88р.                                                                                                  | Виконкому Любомльської м/р         |
| 3.                         | 181             | смт. Головне                                                                                         | Могильник Головне-І                                   | IV ст. до н. е.                             | 360-р від 04.08.69р.                                                                                                  | Виконкому Головненської сел/р      |
| 4.                         | 180             | смт. Головне                                                                                         | Могильник Головне-ІІ                                  | IV ст. до н. е.                             | 360-р від 04.08.69р.                                                                                                  | Виконкому Головненської сел/р      |
| 5.                         | 800             | с. Гуща                                                                                              | Городище                                              | Х-ХІ ст.                                    | постанова КМУ № 1761від 27.12.01р.                                                                                    | Виконкому Гущанської с/р           |
| 6.                         | 801             | с. Лисняки                                                                                           | Могильник курганний                                   | Невизначеного часу                          | 103-р від 25.04.88р.                                                                                                  | Виконкому Запільської с/р          |
| 7.                         | 1024            | с. Новоугрузьке, ур. «Церковиця» і «Стовп»                                                           | Городище                                              | ХІІ-ХІІІ ст.                                | 415-р від 22.06.99р.                                                                                                  | Виконкому Забузької с/р            |
| Маневицький район          |                 | |                                                       |                                             | |                                    |
| 1.                         | 1042            | с. Гораймівка, ур. «Селища», за 1,5 км на північний захід від села                                   | Поселення                                             | ХІІ-ХІІІ ст.                                | 415-р від 22.06.99р.                                                                                                  | Виконкому Гораймівської с/р        |
| 2.                         | 218             | с. Городок                                                                                           | Городище                                              | ХІ-ХІІІ ст.                                 | 360-р від 04.08.69р.                                                                                                  | Виконкому Прилісненської с/р       |
| 3.                         | 1039            | смт. Колки, урочище «Романів», за 1 км на схід від селища                                            | Городище                                              | ХІ ст.                                      | 415-р від 22.06.99р.                                                                                                  | Виконкому Колківської сел/р        |
| 4.                         | 1037            | с. Комарове, за 1,5 км на північ від села                                                            | Поселення                                             | ХІІ-ХІІІ ст.                                | 415-р від 22.06.99р.                                                                                                  | Виконкому Комарівської с/р         |
| 5.                         | 1040            | с. Комарове, за 1,5 км на захід від села                                                             | Поселення                                             | ХІ-ХІІ ст.                                  | 415-р від 22.06.99р.                                                                                                  | Виконкому Комарівської с/р         |
| 6.                         | 1041            | с. Копилля, у центрі села                                                                            | Поселення                                             | ХІІ-ХІІІ ст.                                | 415-р від 22.06.99р.                                                                                                  | Виконкому Копиллівської с/р        |
| 7.                         | 1036            | с. Куликовичі, ур. «Загамет», за 2,5 км на південь від села                                          | Поселення                                             | багатошарове                                | 415-р від 22.06.99р.                                                                                                  | Виконкому Куликовичівської с/р     |
| 8.                         | 1025            | с. Майдан-Липненський, ур. «Вижар», за 1,5 км на захід від села                                      | Поселення                                             | ХІ ст.                                      | 415-р від 22.06.99р.                                                                                                  | Виконкому Гораймівської с/р        |
| 9.                         | 1026            | с. Майдан-Липненський, ур. «Загрудка», за 2 км на південь від села                                   | Поселення                                             | ХІІ ст.                                     | 415-р від 22.06.99р.                                                                                                  | Виконкому Гораймівської с/р        |
| 10.                        | 1029            | с. Мала Осниця, ур. «Шепель», за 1 км на південь від села                                            | Стоянка                                               | Мезоліт                                     | 415-р від 22.06.99р.                                                                                                  | Виконкому Великоосницької с/р      |
| 11.                        | 1027            | с. Нічогівка, ур. «Вальшища», за 3 км на схід від села                                               | Поселення                                             | Епоха бронзи                                | 415-р від 22.06.99р.                                                                                                  | Виконкому Красновольської с/р      |
| 12.                        | 1028            | с. Новосілки, східна околиця села                                                                    | Поселення                                             | ХІ-ХІІ ст.                                  | 415-р від 22.06.99р.                                                                                                  | Виконкому Комарівської с/р         |
| 13.                        | 1038            | с. Розничі, ур. «Картиникове», за 2 км на захід від села                                             | Поселення                                             | Неоліт                                      | 415-р від 22.06.99р.                                                                                                  | Виконкому Старосільської с/р       |
| 14.                        | 1044            | с. Семки, за 2 км на північний схід від села                                                         | Поселення                                             | Залізний вік                                | 415-р від 22.06.99р.                                                                                                  | Виконкому Старосільської с/р       |
| 15.                        | 1031            | с. Семки, ур."Сватина Гора", за 1 км на південь від села                                             | Городище                                              | ХІ ст.                                      | 415-р від 22.06.99р.                                                                                                  | Виконкому Старосільської с/р       |
| 16.                        | 1035            | с. Серхів, за 2 км на захід від села                                                                 | Стоянка                                               | Мезоліт                                     | 415-р від 22.06.99р.                                                                                                  | Виконкому Серхівської с/р          |
| 17.                        | 1034            | с. Старий Чорторийськ                                                                                | Городище                                              | ХІ–ХІІІ ст.                                 | 415-р від 22.06.99р.                                                                                                  | Виконкому Старочорторийської с/р   |
| 18.                        | 220             | с. Старий Чорторийськ                                                                                | Городище «Замок»                                      | ХІ-ХІІІ ст.                                 | 360-р від 04.08.69р.                                                                                                  | Виконкому Старочорторийської с/р   |
| 19.                        | 1033            | с. Старі Підцаревичі                                                                                 | Поселення                                             | багатошарове                                | 415-р від 22.06.99р.                                                                                                  | Виконкому Великоведмезької с/р     |
| 20.                        | 1032            | с. Старосілля, ур. «Острівки», за 2 км на захід від села                                             | Поселення                                             | багатошарове                                | 415-р від 22.06.99р.                                                                                                  | Виконкому Старосільської с/р       |
| 21.                        | 219             | с. Старосілля                                                                                        | Курган «Татарська Гора»                               | ІХ-ХІ ст.                                   | 360-р від 04.08.69р.                                                                                                  | Виконкому Старосільської с/р       |
| 22.                        | 1030            | с. Четвертня, ур. «Дзедзінок», у заплаві р. Стир                                                     | Городище                                              | ХІІ-ХІІІ ст.                                | 415-р від 22.06.99р.                                                                                                  | Виконкому Четвертнянської с/р      |
| 23.                        | 1043            | с. Чорниж, біля школи                                                                                | Поселення                                             | ХІІ-ХІІІ ст.                                | 415-р від 22.06.99р.                                                                                                  | Виконкому Чорнижівської с/р        |
| Ратнівський район          |                 | |                                                       |                                             | |                                    |
| 1.                         | 439             | смт. Ратне, на південно-західній околиці селища                                                      | Городище «Замок»                                      | Х-ХІІІ ст.                                  | 360-р від 04.08.69р.                                                                                                  | Виконкому Ратнівської сел/р        |
| Рожищенський район         |                 | |                                                       |                                             | |                                    |
| 1.                         | 808             | с. Ворончин, ур. Руда, за 1,5 км на північний схід від села                                          | Поселення                                             | 1500-1250 рр. до н. е.                      | 103-р від 25.04.88р.                                                                                                  | Виконкому Береської с/р            |
| 2.                         | 440             | с. Любче                                                                                             | Городище                                              | ХІ-ХІІІ ст.                                 | 360-р від 04.08.69р.                                                                                                  | Виконкому Рудко-Козинської с/р     |
| 3.                         | 806             | с. Навіз, ур. Острівки, східна околиця села                                                          | Поселення                                             | ХІ-ХІІІ ст.                                 | 103-р від 25.04.88р.                                                                                                  | Виконкому Навізької с/р            |
| 4.                         | 807             | с. Носачевичі, ур. Агрономське, за 1 км на північний схід від села                                   | Поселення                                             | багатошарове                                | 103-р від 25.04.88р.                                                                                                  | Виконкому Носачевицької с/р        |
| 5.                         | 842             | с. Сокіл                                                                                             | Городище                                              | ХІ-ХІІІ ст.                                 | постанова КМУ № 1761від 27.12.01р.                                                                                    | Виконкому Сокільської с/р          |
| Старовижівський район      |                 | |                                                       |                                             | |                                    |
| 1.                         | 934             | с. Смідин                                                                                            | Могильник курганний                                   | невизначеного часу                          | 265-р від 24.12.91р.                                                                                                  | Виконкому Смідинської с/р          |
| 2.                         | 441             | с. Текля                                                                                             | Курган «Шведська могила»                              | ІХ-ХІ ст.                                   | 360-р від 04.08.69р.                                                                                                  | Виконкому Глухівської с/р          |
| 3.                         | 929             | с. Яревище                                                                                           | Городище                                              | ХІІ-XIV ст.                                 | 265-р від 24.12.91р.                                                                                                  | Виконкому Кримненської с/р         |
| Турійський район           |                 | |                                                       |                                             | |                                    |
| 1.                         | 810             | с. Новий Двір, північно-західна околиця села                                                         | Городище                                              | ХІ-ХІІІ ст.                                 | постанова КМУ № 1761від 27.12.01р.                                                                                    | Виконкому Новодвірської с/р        |
| м. Володимир-Волинський    |                 | |                                                       |                                             | |                                    |
| 1.                         | 30              | вул. Зелена                                                                                          | Оборонні вали літописного міста Володимира            | ХІ-ХІІ ст.                                  | 360-р від 04.08.69р.                                                                                                  | Виконкому Володимир-Волинської м/р |
| 2.                         | 31              | вул. Соборна                                                                                         | Городище «Вали», залишки літописного міста Володимира | ХІ-ХІІІ ст.                                 | постанова КМУ № 1761від 27.12.01р.                                                                                    | ВиконкомуВолодимир-Волинської м/р  |